# 3951 Zichichi
A 3951 Zichichi (ideiglenes jelöléssel 1986 CK1) a Naprendszer kisbolygóövében található aszteroida. Osservatorio San Vittore fedezte fel 1986. február 13-án.